# 公募
有価証券の公募（こうぼ、英語：public offering）とは、一般に、新たに発行される有価証券の取得の申込みの勧誘（自己株式の売付けの申込みまたは買付けの申込みの勧誘など、これに準ずるものを含むこともある。以下「取得勧誘」という。）であって、各国の証券規制法上、プロ向けや少人数向けといった発行開示規制の例外である「私募」（英語：private placement）に該当しないものを指す（なお、有価証券の性質や発行額が少額であるなど、公募であっても発行開示規制に服さない場合はある。）。取得勧誘の場合に限らず、既に発行された有価証券の販売が新規発行に準じた形で行われる場合を含むこともある。
日本では、金融商品取引法において、取得勧誘の場合には「有価証券の募集」と呼ばれ、その通称でもある。これに対して、既に発行された有価証券において相当する概念は「有価証券の売出し」である。米国の連邦レベルにおいては、1933年証券法において、新規発行か既発行かを問わず、公募（public offering）と呼ばれている。EUでは、目論見書指令においては特定の名称は与えられておらず、新規発行か既発行かを問わず、「公衆に対する有価証券の募集」（ offer of securities to the public）のうち、プロ向けや少人数向けといった発行開示規制の例外を除いたものが、公募に相当するものといえる。
なお、私募は、発行開示規制による投資家保護を及ぼす必要がないとされる場合に認められ、概して言えば、少人数向けの場合とプロ向けの場合がある。日本の場合、第一項有価証券については少人数私募、特定投資家私募および適格機関投資家私募が認められ、第二項有価証券については少人数私募が認められる。そういった例外に該当しない場合が公募である。
公募の場合には、国・地域によって規制は異なるが、（有価証券の性質や発行額が少額であるといった理由で発行開示規制が及ばないものを除き、）勧誘対象である投資家への目論見書の交付や証券規制当局への発行開示書類の提出を通じた公衆に対する開示が求められるなど、厳格な発行開示規制が及ぶこととなる。